# Décollement (Medizin)
Unter Décollement (franz. ‚Abscherung‘, décoller, „sich ablösen“) versteht man die Trennung der Haut vom Unterhautfettgewebe (Subkutangewebe) und/oder den Muskelfaszien durch äußere Gewalteinwirkung. Das Décollement ist eine Form der Hautabschürfung, bei der eine Abscherung der Haut vom darunterliegenden Gewebe ohne Zerreissung der Haut vorliegt.

## Entstehung
Das Décollement entsteht durch quetschende Gewalteinwirkung mit gleichzeitiger Verschiebung der Haut auf ihrer Unterlage durch tangentiale (abscherende) Kräfte. Hierdurch wird das subkutane Fettgewebe soweit überdehnt, dass es von innen von der Haut abreißt und damit die Durchblutung und die Nervenversorgung der Haut von der Basis her im betroffenen Bezirk verlorengeht. Reißt hierbei die Haut ein wie beim Décollement der Kopfschwarte, so erfolgt die Ernährung des Hautlappens nur noch über einen Stiel. Bei grober Disproportion von Stiel zu Lappen stirbt letzterer unbehandelt ab. 
Das Décollement ist oft eine Begleitverletzung bei Frakturen der Extremitäten, kommt jedoch auch als eigenständige Verletzung vor und wird dann in seiner Schwere häufig unterschätzt.
Ein typischer Unfallhergang ist der Steinfall aus dem Hangenden bei Bergleuten oder das Anfahren oder Überrollen eines Fußgängers durch ein Kraftfahrzeug.

## Risiken
Unbehandelt führt ein Décollement meist zu ausgedehnten Hautnekrosen, da das Hämatom zwischen Haut und Subkutis das frühzeitige Einsprossen von Kapillaren in die Haut behindert. Außerdem besteht – vor allem bei gleichzeitig vorliegenden offenen Hautverletzungen – die Gefahr einer bakteriellen Infektion. Die oft gleichzeitig vorliegende Quetschung der darunterliegenden Muskulatur birgt die Gefahr eines Kompartmentsyndroms.
Im Extremfall droht der Verlust der Extremität.

## Behandlung

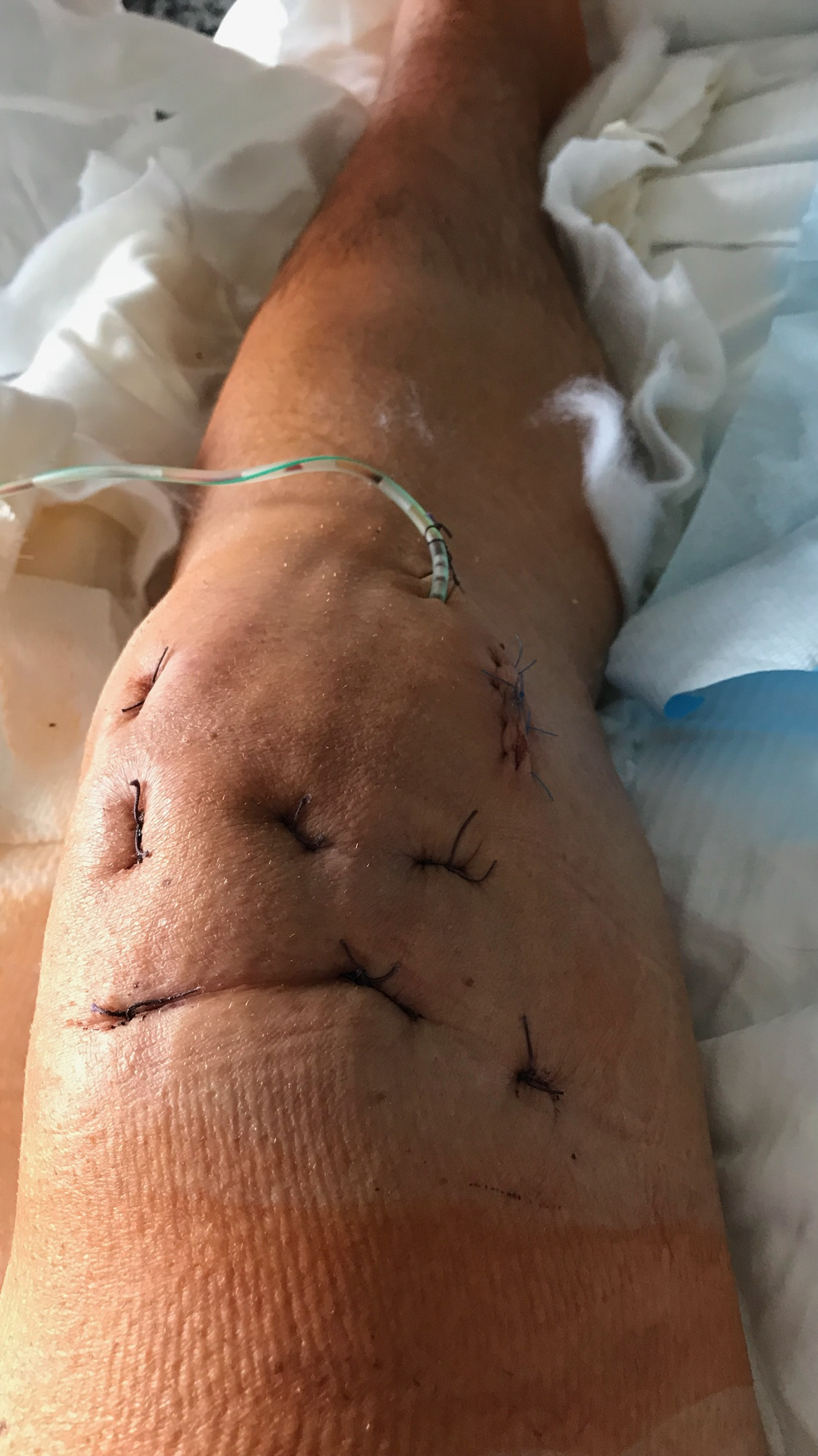
Operierte Decollementverletzung am Knie

Die Behandlung ist in der Regel operativ durchzuführen: Bereits unwiderruflich geschädigte Hautanteile werden entfernt, das Hämatom unter der noch intakten Haut wird ausgeräumt und drainiert, zerstörtes Subkutangewebe wird ebenfalls entfernt, die abgelöste Haut wird mit innenliegenden „Steppnähten“ an der Subkutis fixiert. In der Folge sind häufig Hauttransplantationen erforderlich. Begleitverletzungen, v. a. Frakturen, müssen ebenfalls sorgfältigst versorgt werden.

## Ausheilung und Spätfolgen
Das Décollement heilt nur dann folgenlos ab, wenn es von geringer Ausdehnung ist und frühzeitig effektiv behandelt wurde. Ansonsten verbleiben oft ausgedehnte Narbenplatten, in deren Folge Narbenkontrakturen mit ausgedehnten Funktionsstörungen, z. B. Bewegungseinschränkungen, auftreten können.